# إضاءة التصوير

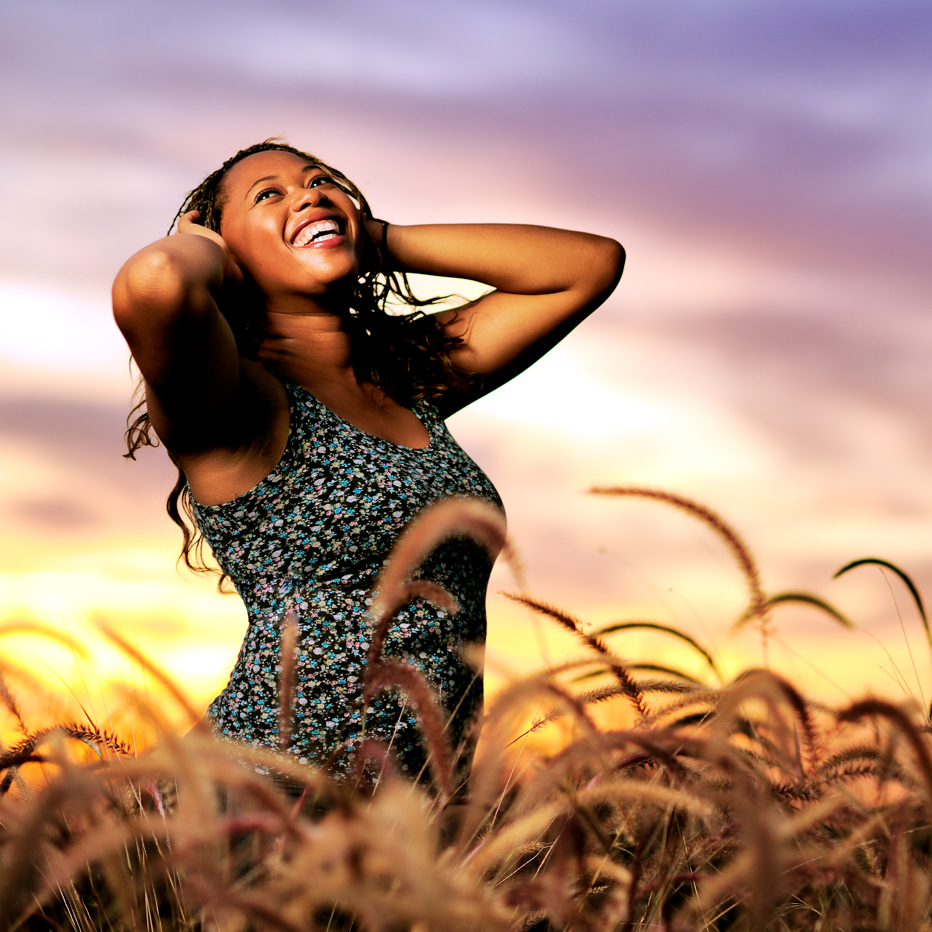
الإضاءة على عارضة الأزياء من اليسار، كما تم إضافة دفء برتقالي للضوء ليتماشى مع غروب الشمس

إضاءة التصوير الفوتوغرافي، أو الإضاءة الفوتوغرافية، هي إضاءة المشاهد التي سيتم تصويرها. الصورة عبارة عن تسجيل لأنماط الضوء واللون والظل، والإضاءة مهمة جدًا للتحكم في الصورة. تُستخدم الإضاءة في حالات كثيرة لإيصال المشهد بدقة، ومن الممكن تغيير اتجاه الضوء وسطوعه ولونه لتحقيق ذلك. تعد الإضاءة مهمة جدًا في التصوير أحادي اللون (التصوير الأبيض والأسود)، إذ لا توجد معلومات لونية، ويكون التناغم بين النقاط البارزة والظلال مهمًا. وتُستخدم الإضاءة والتعريض الضوئي لإضفاء تأثيرات مثل مشاهد الإضاءة الخافتة والإضاءة الساطعة.